# 克里斯汀·库巴
克里斯汀·库巴（1997年2月15日—），愛沙尼亞女子羽毛球運動員。

## 簡歷
2014年8月，克里斯汀·库巴代表愛沙尼亞參加中國南京舉行的夏季青年奧林匹克運動會羽毛球比賽。
2015年5月，克里斯汀·库巴出戰里加羽毛球國際賽，與 赫莉娜·吕特尔 合作贏得女子雙打比賽冠軍。

## 主要比賽成績
只列出曾進入準決賽的國際賽事成績：
| 年份   | 賽事                 | 公開賽級別 | 項目     | 拍檔             | 成績   |
| ------ | -------------------- | ---------- | -------- | ---------------- | ------ |
| 2014年 | 里加羽毛球國際賽     | 未來系列賽 | 女子單打 | －               | 準決賽 |
| 2014年 | 立陶宛羽毛球國際賽   | 未來系列賽 | 女子單打 | －               | 準決賽 |
| 2014年 | 立陶宛羽毛球國際賽   | 未來系列賽 | 女子雙打 | 赫莉娜·吕特尔    | 亞軍   |
| 2015年 | 葡萄牙羽毛球國際賽   | 國際系列賽 | 女子雙打 | 赫莉娜·吕特尔    | 準決賽 |
| 2015年 | 歐洲青年羽毛球錦標賽 | 其他       | 女子雙打 | 赫莉娜·吕特尔    | 季軍   |
| 2015年 | 里加羽毛球國際賽     | 未來系列賽 | 女子雙打 | 赫莉娜·吕特尔    | 冠軍   |
| 2015年 | 波蘭羽毛球國際賽     | 國際系列賽 | 女子雙打 | 赫莉娜·吕特尔    | 準決賽 |
| 2016年 | 愛沙尼亞羽毛球國際賽 | 國際系列賽 | 女子雙打 | 赫莉娜·吕特尔    | 亞軍   |
| 2016年 | 立陶宛羽毛球國際賽   | 未來系列賽 | 女子雙打 | 赫莉娜·吕特尔    | 準決賽 |
| 2017年 | 愛沙尼亞羽毛球國際賽 | 國際系列賽 | 女子雙打 | 赫莉娜·吕特尔    | 準決賽 |
| 2017年 | 克羅地亞羽毛球國際賽 | 未來系列賽 | 女子雙打 | 赫莉娜·吕特尔    | 冠軍   |
| 2017年 | 捷克羽毛球國際賽     | 未來系列賽 | 女子雙打 | 赫莉娜·吕特尔    | 亞軍   |
| 2017年 | 拉脫維亞羽毛球國際賽 | 未來系列賽 | 女子單打 | －               | 準決賽 |
| 2017年 | 拉脫維亞羽毛球國際賽 | 未來系列賽 | 女子雙打 | 赫莉娜·吕特尔    | 亞軍   |
| 2017年 | 立陶宛羽毛球國際賽   | 未來系列賽 | 女子單打 | －               | 準決賽 |
| 2017年 | 立陶宛羽毛球國際賽   | 未來系列賽 | 女子雙打 | 赫莉娜·吕特尔    | 冠軍   |
| 2017年 | 哈爾科夫羽毛球國際賽 | 國際挑戰賽 | 女子雙打 | 赫莉娜·吕特尔    | 準決賽 |
| 2017年 | 摩洛哥羽毛球國際賽   | 國際系列賽 | 女子雙打 | 赫莉娜·吕特尔    | 冠軍   |
| 2017年 | 挪威羽毛球國際賽     | 國際系列賽 | 女子單打 | －               | 亞軍   |
| 2018年 | 愛沙尼亞羽毛球國際賽 | 國際系列賽 | 女子單打 | －               | 準決賽 |
| 2018年 | 奧地利羽毛球公開賽   | 國際挑戰賽 | 女子雙打 | 赫莉娜·吕特尔    | 準決賽 |
| 2018年 | 拉脫維亞羽毛球國際賽 | 未來系列賽 | 女子單打 | －               | 冠軍   |
| 2018年 | 拉脫維亞羽毛球國際賽 | 未來系列賽 | 女子雙打 | 赫莉娜·吕特尔    | 冠軍   |
| 2018年 | 立陶宛羽毛球國際賽   | 未來系列賽 | 女子單打 | －               | 冠軍   |
| 2018年 | 立陶宛羽毛球國際賽   | 未來系列賽 | 女子雙打 | 赫莉娜·吕特尔    | 冠軍   |
| 2018年 | 哈爾科夫羽毛球國際賽 | 國際挑戰賽 | 女子雙打 | 凯蒂-克雷特·马兰 | 亞軍   |
| 2018年 | 挪威羽毛球國際賽     | 國際系列賽 | 女子單打 | －               | 準決賽 |
| 2021年 | 波蘭羽毛球公開賽     | 國際挑戰賽 | 女子單打 | －               | 冠軍   |
| 2021年 | 荷蘭羽毛球公開賽     | 國際挑戰賽 | 女子單打 | －               | 冠軍   |
| 2021年 | 蘇格蘭羽毛球公開賽   | 國際挑戰賽 | 女子單打 | －               | 準決賽 |
| 2022年 | 愛沙尼亞羽毛球國際賽 | 國際系列賽 | 女子單打 | －               | 冠軍   |
| 2022年 | 比利時羽毛球國際賽   | 國際挑戰賽 | 女子單打 | －               | 準決賽 |
| 2023年 | 愛沙尼亞羽毛球國際賽 | 國際系列賽 | 女子單打 | －               | 亞軍   |
| 2023年 | 丹麥羽毛球大師賽     | 國際挑戰賽 | 女子單打 | －               | 冠軍   |
| 2023年 | 蘇格蘭羽毛球公開賽   | 國際挑戰賽 | 女子單打 | －               | 亞軍   |
| 2024年 | 波蘭羽毛球公開賽     | 國際挑戰賽 | 女子單打 | －               | 準決賽 |
| 2025年 | 葡萄牙羽毛球國際賽   | 國際系列賽 | 女子單打 | －               | 亞軍   |

| 2007-2017年 | 首要超級賽 | 超級賽 | 黃金大獎賽 | 大獎賽 | 國際挑戰賽 | 國際系列賽 | 未來系列賽 | 其他 |

| 2018-2026年 | 總決賽 | 超級1000賽 | 超級750賽 | 超級500賽 | 超級300賽 | 超級100賽 | 國際挑戰賽 | 國際系列賽 | 未來系列賽 | 其他 |

### 奧運會和世錦賽參賽紀錄
|          | 搭檔          | 2017 | 2019 | 2020       | 2021 | 2022 | 2023 | 2024       |
| -------- | ------------- | ---- | ---- | ---------- | ---- | ---- | ---- | ---------- |
| 女子單打 | 不適用        | －   | 64強 | 小組第二名 | 64強 | 64強 | 64強 | 小組第二名 |
|          |               |      |      |            |      |      |      |            |
| 女子雙打 | 赫莉娜·吕特尔 | 32強 | －   | －         | －   | －   | －   | －         |